# Langwedel (Dedelstorf)
Langwedel ist ein Ortsteil der Gemeinde Dedelstorf im Landkreis Gifhorn in Niedersachsen.

## Geographie und Verkehrsanbindung
Langwedel liegt im Südosten der Lüneburger Heide, etwas abseits der großen Verkehrswege. Wenige hundert Meter westlich von Langwedel fließt die Schwarzwasser vorbei. Rund fünf Kilometer westlich von Lingwedel verläuft die Bundesstraße 4, rund drei Kilometer nördlich von Lingwedel die Bundesstraße 244. Die Kreisstraße 8 führt von Langwedel nach Repke, die Kreisstraße 87 verbindet Langwedel mit Lingwedel und Oerrel. Ein Fußweg verläuft von Langwedel nach Lingwedel, er diente früher den Kindern aus Lingwedel als Schulweg. Linienbusse fahren von Montag bis Freitag von Langwedel bis nach Hankensbüttel, an Schultagen auch nach Groß Oesingen. Samstags und sonntags fahren Linienbusse nur vom Nachbardorf Lingwedel ab.

## Geschichte

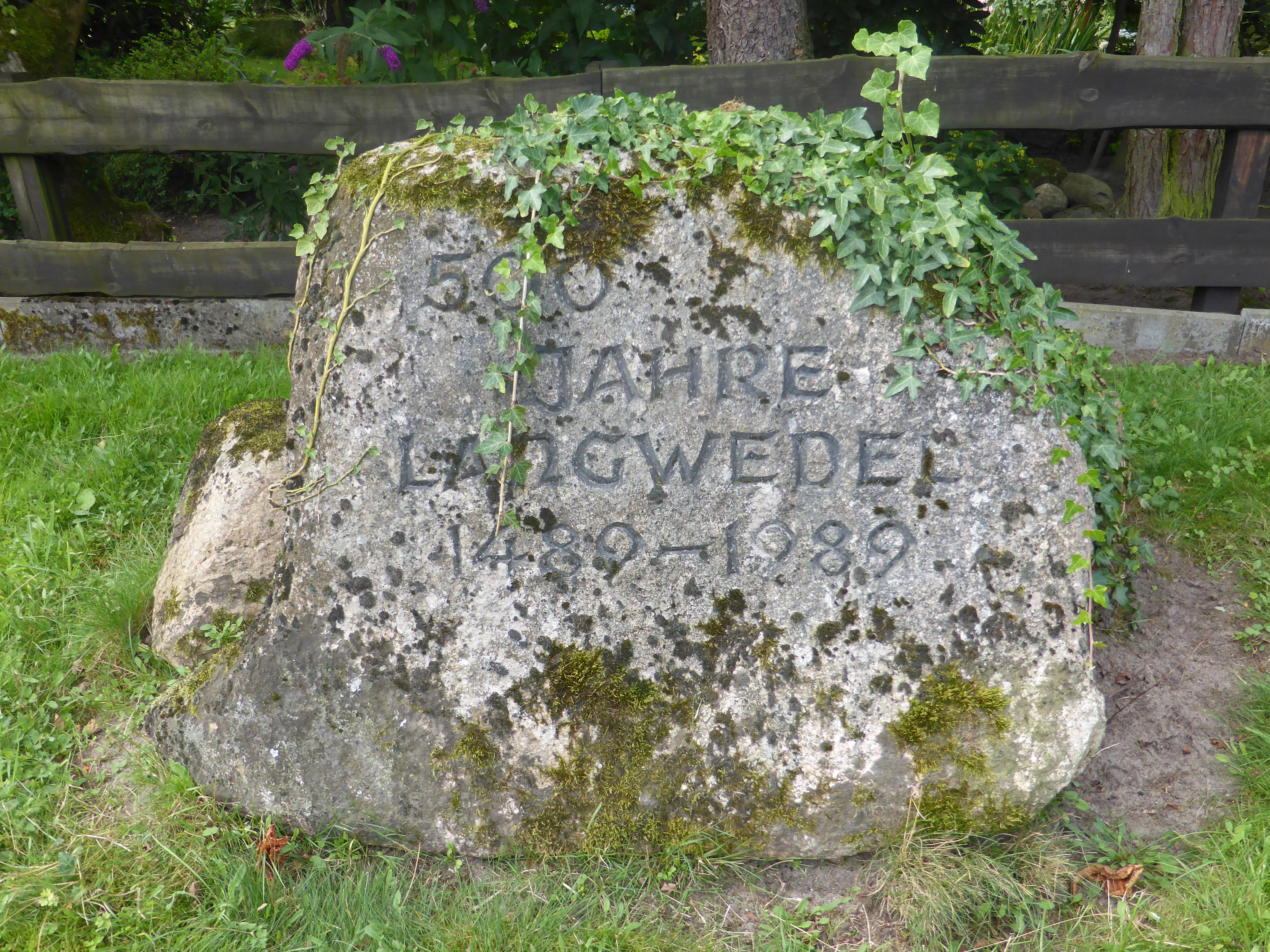
Jubiläumsstein

1489 erfolgte die erste bekannte Erwähnung von Langwedel.
In der Franzosenzeit gehörte Langwedel zum Departement der Aller des Königreichs Westphalen. 1885 wurde der Kreis Isenhagen gegründet, dem Langwedel angehörte. Zuvor gehörte Langwedel zum Amt Isenhagen.
1932 wurde der Kreis Isenhagen aufgelöst, seitdem gehört Langwedel zum Landkreis Gifhorn.
Seit dem 1. März 1974 gehört Langwedel zur Gemeinde Dedelstorf, die Gemeinde Langwedel wurde in diesem Zusammenhang aufgelöst.

### Einwohnerentwicklung
| Jahr      | 1910 | 1925 | 1933 | 1939 | 2008 | 2017 | 2020 | 2021 |
| --------- | ---- | ---- | ---- | ---- | ---- | ---- | ---- | ---- |
| Einwohner | 125  | 139  | 150  | 155  | 228  | 224  | 218  | 216  |

## Infrastruktur

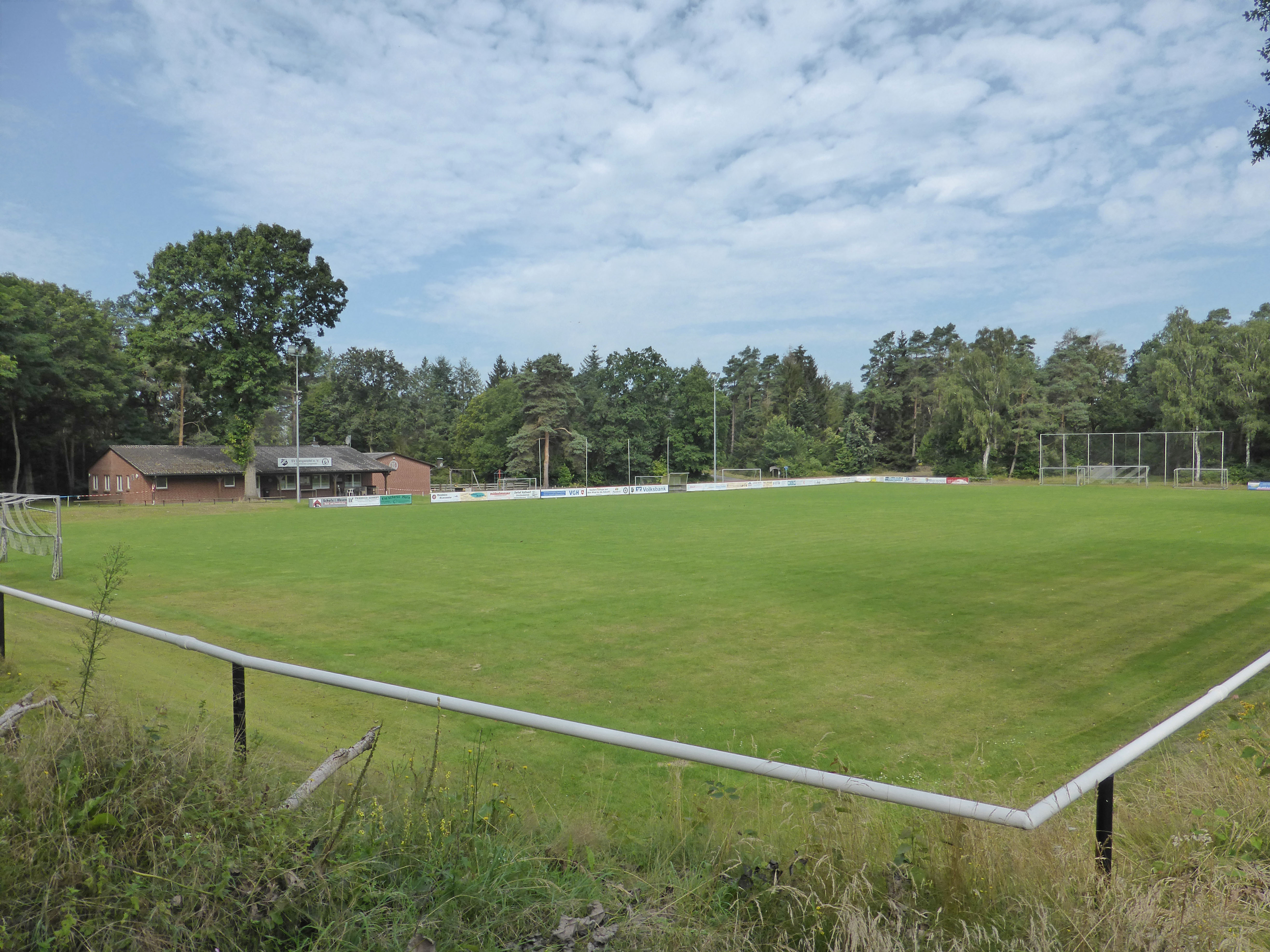
Sportplatz

Langwedel verfügt über einen Spielplatz sowie eine Gaststätte, die sich seit Generationen im Besitz der Familie Kahrens befindet. Für sportliche Betätigung besteht der SV Langwedel e. V. von 1930, der über den 1953/54 errichteten Sportplatz Stille Heide verfügt.
Die Freiwillige Feuerwehr Lingwedel besteht zusammen mit den Ortschaften Langwedel und Dedelstorf. Das Feuerwehrhaus in Langwedel wurde in den 1990er Jahren neben dem Sportheim erbaut, zuvor befand sich das Feuerwehrhaus in Lingwedel.
Südlich von Langwedel befindet sich ein Windpark.
Einkaufsmöglichkeiten des täglichen Bedarfs sind in Langwedel nicht vorhanden. Das Kalthaus, das Lebensmittelgeschäft (Kschonnek) und die Schule, in die auch die Kinder aus Lingwedel gingen, wurden geschlossen. Die Poststelle II, die dem Postamt Wittingen zugeordnet war, wurde ebenfalls geschlossen. Sie trug nach der Eingemeindung von Langwedel nach Dedelstorf die Bezeichnung „Dedelstorf 3“. Heute ist in Langwedel nur noch ein Postbriefkasten vorhanden.
Auf dem Friedhof in Langwedel werden auch die Verstorbenen aus Lingwedel bestattet, dort befindet sich auch das gemeinsame Kriegerdenkmal für die Gefallenen beider Ortschaften.
Evangelisch-lutherische Einwohner gehören zur Kirchengemeinde Hankensbüttel mit der St.-Pankratius-Kirche in Hankensbüttel, Katholiken zur Pfarrei Maria Königin in Wittingen mit der nähergelegenen Filialkirche Mariä Himmelfahrt in Wesendorf.